# Country-Musik 1984
Die Liste bietet eine Übersicht über das Jahr 1984 im Genre Country-Musik.

## Top Hits des Jahres

### Nummer-1-Hits
Die folgende Liste umfasst die Nummer-eins-Hits der Billboard Hot Country Songs des US-amerikanischen Musikmagazines Billboard chronologisch nach Wochenplatzierung.
- 7. Januar – You Look So Good in Love – George Strait
- 14. Januar – Slow Burn – T. G. Sheppard
- 21. Januar – In My Eyes – John Conlee
- 28. Januar – The Sound of Goodbye – Crystal Gayle
- 4. Februar – Show Her – Ronnie Milsap
- 11. Februar – That's the Way Love Goes – Merle Haggard
- 18. Februar – Don't Cheat in Our Hometown – Ricky Skaggs
- 25. Februar – Stay Young – Don Williams
- 3. März – Woke Up in Love – Exile
- 10. März – Going, Going, Gone – Lee Greenwood
- 17. März – Elizabeth – Statler Brothers
- 24. März – Roll On (Eighteen Wheeler) – Alabama
- 31. März – Let's Stop Talkin' About It – Janie Fricke
- 7. April – Don't Make it Easy For Me – Earl Thomas Conley
- 14. April – Thank God for the Radio – The Kendalls
- 21. April – The Yellow Rose (Theme from the TV Series) – Johnny Lee und Lane Brody
- 28. April – Right or Wrong – George Strait
- 5. Mai – I Guess it Never Hurts to Hurt Sometimes – Oak Ridge Boys
- 12. Mai – To All the Girls I've Loved Before – Willie Nelson und Julio Iglesias
- 26. Mai – As Long as I'm Rockin' With You – John Conlee
- 2. Juni – Honey (Open That Door) – Ricky Skaggs
- 9. Juni – Someday When Things are Good – Merle Haggard
- 16. Juni – I Got Mexico – Eddy Raven
- 23. Juni – When We Make Love – Alabama
- 30. Juni – I Can Tell By The Way You Dance (You're Gonna Love Me Tonight) – Vern Gosdin
- 7. Juli – Somebody's Needing Somebody – Conway Twitty
- 14. Juli – I Don't Wanna Be a Memory – Exile
- 21. Juli – Just Another Woman in Love – Anne Murray
- 28. Juli – Angel in Disguise – Earl Thomas Conley
- 4. August – Mama He's Crazy – The Judds
- 11. August – That's the Thing About Love – Don Williams
- 18. August – Still Losing You – Ronnie Milsap
- 25. August – Long Hard Road (The Sharecropper's Dream) – Nitty Gritty Dirt Band
- 1. September – Let's Fall to Pieces Together – George Strait
- 8. September – Tennessee Homesick Blues – Dolly Parton
- 15. September – You're Getting To Me Again – Jim Glaser
- 22. September – Let's Chase Each Other Around the Room – Merle Haggard
- 29. September – Turning Away – Crystal Gayle
- 6. Oktober – Everyday – Oak Ridge Boys
- 13. Oktober – Uncle Pen – Ricky Skaggs
- 20. Oktober – I Don't Know a Thing About Love (The Moon Song) – Conway Twitty
- 27. Oktober – If You're Gonna Play in Texas (You've Gotta Have a Fiddle in the Band) – Alabama
- 3. November – City of New Orleans – Willie Nelson
- 10. November – I've Been Around Enough to Know – John Schneider
- 17. November – Give Me One More Chance – Exile
- 24. November – You Could've Heard a Heart Break – Johnny Lee
- 1. Dezember – You're Heart's Not in It – Janie Fricke
- 8. Dezember – Chance of Lovin' You – Earl Thomas Conley
- 15. Dezember – Nobody Loves Me Like You Do – Anne Murray und Dave Loggins
- 22. Dezember – Why Not Me – The Judds

## Alben

### Nummer-1-Alben
Die folgende Liste umfasst die Nummer-eins-Hits der Billboard Top Country Albums des US-amerikanischen Musikmagazines Billboard chronologisch nach Wochenplatzierung.
- seit 31. Dezember 1983 – Eyes That See in the Dark – Kenny Rogers
- 18. Februar – Right or Wrong – George Strait
- 25. Februar – Don't Cheat in Our Hometown – Ricky Skaggs
- 17. März – Roll On – Alabama
- 28. April – Deliver – Oak Ridge Boys
- 21. Juli – Major Moves – 	Hank Williams, Jr.
- 22. September – It's All in the Game – Merle Haggard
- 29. September – City of New Orleans – Willie Nelson
- 22. Dezember – Kentucky Hearts – Exile

### Weitere Alben
- Cheat the Night – Deborah Allen
- Does Fort Worth Ever Cross Your Mind – George Strait
- Greatest Hits – John Anderson
- Ladies' Choice – George Jones
- Let Me Be the First – Deborah Allen
- Never Could Toe the Mark – Waylon Jennings
- Why Not Me – The Judds

## Geboren
- 05. Februar: Tyler Farr
- 24. März: Charley Crockett
- 30. März: Justin Moore
- 05. Dezember: Lera Lynn
- 8. Dezember: Sam Hunt

## Gestorben
- 28. Januar: Al Dexter
- 6. September: Ernest Tubb

## Neue Mitglieder der Hall of Fames

### Country Music Hall of Fame
- Ralph Peer
- Floyd Tillman[3]

### Canadian Country Music Hall of Fame
- Wilf Carter
- Tommy Hunter
- Orval Prophet
- William Harrold Moon[4]

### Nashville Songwriters Hall of Fame
- Hal David
- Billy Sherrill

## Die bedeutendsten Auszeichnungen

### Grammy Awards
- Beste weibliche Gesangsdarbietung – Country (Best Country Vocal Performance, Female) – A Little Good News – Anne Murray
- Beste männliche Gesangsdarbietung – Country (Best Country Vocal Performance, Male) – I. O. U. – Lee Greenwood
- Beste Countrydarbietung eines Duos oder einer Gruppe mit Gesang (Best Country Performance By A Duo Or Group With Vocal) – The Closer You Get ... – Alabama
- Bestes Darbietung eines Countryinstrumentals (Best Country Instrumental Performance)  Fireball – New South
- Bester Countrysong (Best Country Song) – Stranger in My House von Mike Reid, Interpret Ronnie Milsap[5]

### Academy of Country Music Awards
- Entertainer Of The Year – Alabama
- Song Of The Year – The Wind Beneath My Wings – Gary Morris – Larry Henley, Jeff Silbar
- Single Of The Year – Islands in the Stream – Kenny Rogers und Dolly Parton
- Album Of The Year – The Closer You Get – Alabama
- Top Male Vocalist – Lee Greenwood
- Top Female Vocalist – Janie Fricke
- Top Vocal Duo – Dolly Parton und Kenny Rogers
- Top Vocal Group – Alabama
- Top New Male Vocalist – Jim Glaser
- Top New Female Vocalist – Gus Hardin

### Country Music Association
- Entertainer of the Year – Alabama
- Song Of The Year – Wind Beneath My Wings – L.Henley / J.Silbar
- Single Of The Year – A Little Good News – Anne Murray
- Album Of The Year – A Little Good News – Anne Murray
- Male Vocalist Of The Year – Lee Greenwood
- Female Vocalist Of The Year – Reba McEntire
- Vocal Duo Of The Year – Willie Nelson / Julio Iglesias
- Vocal Group Of The Year – Statler Brothers
- Instrumentalist Of The Year – Chet Atkins
- Horizon Award – The Judds
- Instrumental Group Of The Year – Ricky Skaggs Band

### American Music Awards
- Favorite Country Male Artist – Willie Nelson
- Favorite Country Female Artist – Barbara Mandrell
- Favorite Country Band/Duo/Group – Alabama
- Favorite Country Album – The Closer You Get... – Alabama
- Favorite Country Song – Islands in the Stream – Kenny Rogers & Dolly Parton
- Favorite Country Video – Dixieland Delight – Alabama